# Eldridge (Iowa)
Eldridge is een plaats (city) in de Amerikaanse staat Iowa, en valt bestuurlijk gezien onder Scott County.

## Demografie
Bij de volkstelling in 2000 werd het aantal inwoners vastgesteld op 4159. In 2006 is het aantal inwoners door het United States Census Bureau geschat op 4634, een stijging van 475 (11,4%).

## Geografie
Volgens het United States Census Bureau beslaat de plaats een oppervlakte van 24,4 km², geheel bestaande uit land. Eldridge ligt op ongeveer 243 m boven zeeniveau.

## Plaatsen in de nabije omgeving
De onderstaande figuur toont nabijgelegen plaatsen in een straal van 12 km rond Eldridge.